# Clos Lucien Outers
Le clos Lucien Outers (en néerlandais : Lucien Outersgaarde) est un clos bruxellois de la commune d'Auderghem dans le quartier de la Chasse Royale qui aboutit à la chaussée de Wavre sur une longueur de 140 mètres.

## Historique et description
Ce clos a été tracé au début du XXIe siècle sur les anciens terrains de la brasserie de la Chasse Royale (ex-Inbev) et a été baptisé du nom du 14e bourgmestre d'Auderghem : Lucien Outers.